# Penkefitzer See
Der Penkefitzer See liegt östlich von Penkefitz, einem Ortsteil der Stadt Dannenberg (Elbe) im Landkreis Lüchow-Dannenberg in Niedersachsen. Der See ist etwa 850 Meter lang und maximal 75 Meter breit. Im nordöstlichen Bereich ragt er in das Gebiet der Gemeinde Damnatz hinein.